# Discogorgia erythraensis
Discogorgia erythraensis is een zachte koraalsoort uit de familie Plexauridae. De koraalsoort komt uit het geslacht Discogorgia. Discogorgia erythraensis werd in 1938 voor het eerst wetenschappelijk beschreven door Stiasny. 